# Kalevi Korpi
 Kalevi Johannes Korpi, född 3 oktober 1927 i Miehikkälä, död 6 april 2013, var en finländsk sångare.
Ursprungligen var Korpi en konstnärsartist, men vann Yleradions tenortävling 1955 och gav året därpå sin första konsert. Under 1950- och 1960-talen gjorde han skivinspelningar för Pohjoismainen Sähkö Oy och sjöng samtidigt för kvartetten Trubaduurit, i vilken Korpi var sångsolist tillsammans med Veikko Ahvenainen. Korpi sjöng även som solist för Radions symfoniorkester och Helsingfors stadsorkester. Under 1960-talet gjorde Korpi en resa runt Österbotten med sin egen orkester. Kring samma tid verkade även Korpi som sångpedagog. Under 1970-talet gjorde Korpi i egenskap av sångsolist, diverse skivinspelningar med Dallapé. Totalt gjorde Korpi kring 280 skivinspelningar.